# Exidiopsis scutelliformis
Exidiopsis scutelliformis är en svampart som först beskrevs av Berk. & M.A. Curtis, och fick sitt nu gällande namn av P. Roberts 2006. Exidiopsis scutelliformis ingår i släktet Exidiopsis och familjen Auriculariaceae.   Inga underarter finns listade i Catalogue of Life.